# 프리킥 (축구)

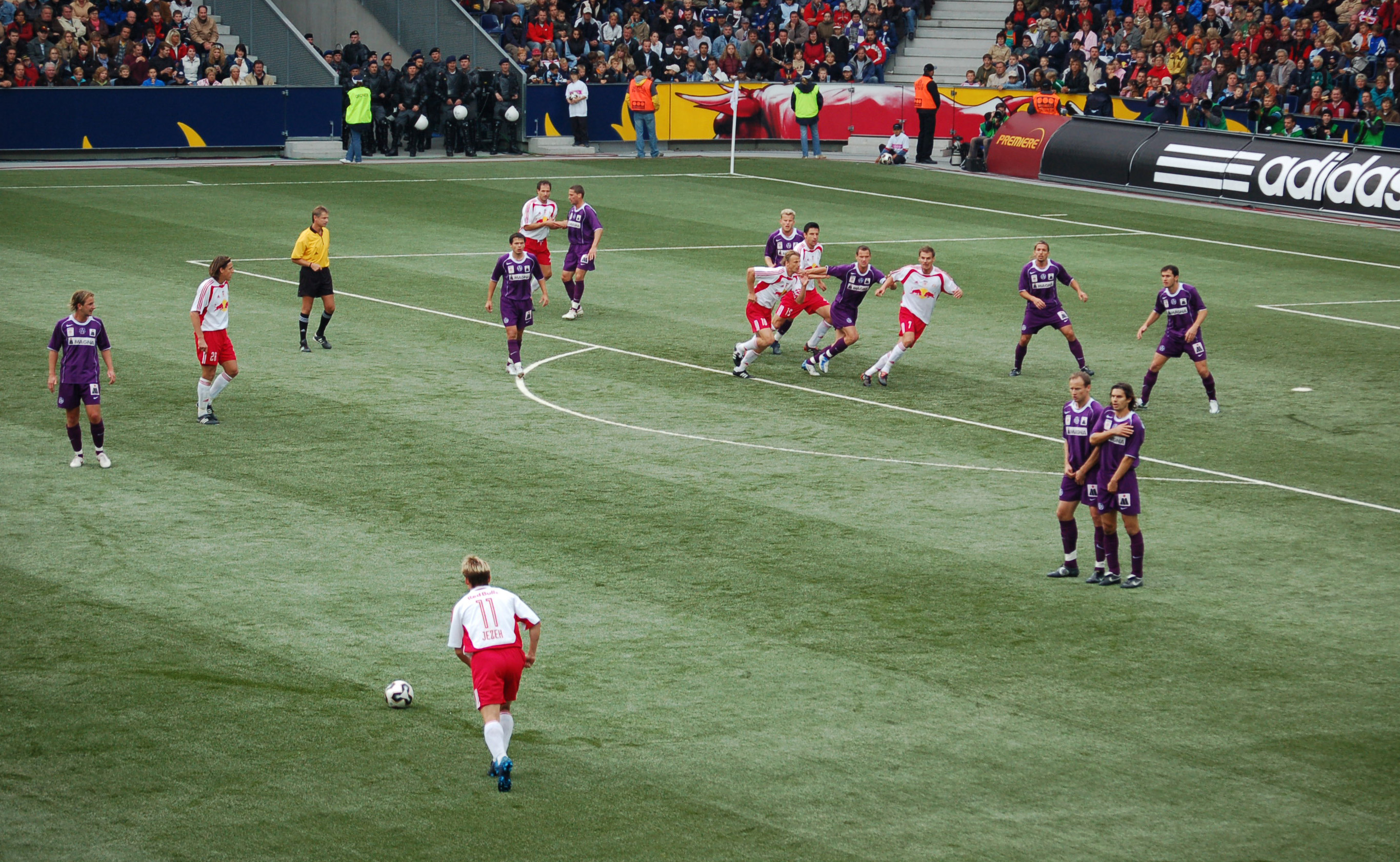

프리킥(free kick)은 축구에서 일시 중단되었던 경기를 재개하는 방법으로 선수의 파울 이후에 주어진다. 프리킥은 크게 직접 프리킥과 간접 프리킥으로 나뉜다.

## 직접 및 간접 프리킥
프리킥은 직접 또는 간접 프리킥이 될수 있으며 다음과 같이 구분된다.
- 공격 골은 직접 프리킥에서 직접 득점할 수 있지만 간접 프리킥에서는 득점할 수 없다.
- 직접 프리킥은 보다 심각한 위반( 핸드볼 및 대부분의 유형의 파울 플레이 - 전체 목록은 아래 참조)에 부여되는 반면 간접 프리킥은 덜 심각한 파울 플레이에 부여된다.
- 공격 팀의 페널티 에어리어에서는 직접 프리킥이 주어질 수 없다. 자신의 페널티 에어리어에서 일반적으로 직접 프리킥으로 처벌되는 반칙을 범한 팀은 대신 페널티킥이 주어진다. 간접 프리킥은 어디에서든 주어질 수 있다.

## 진행

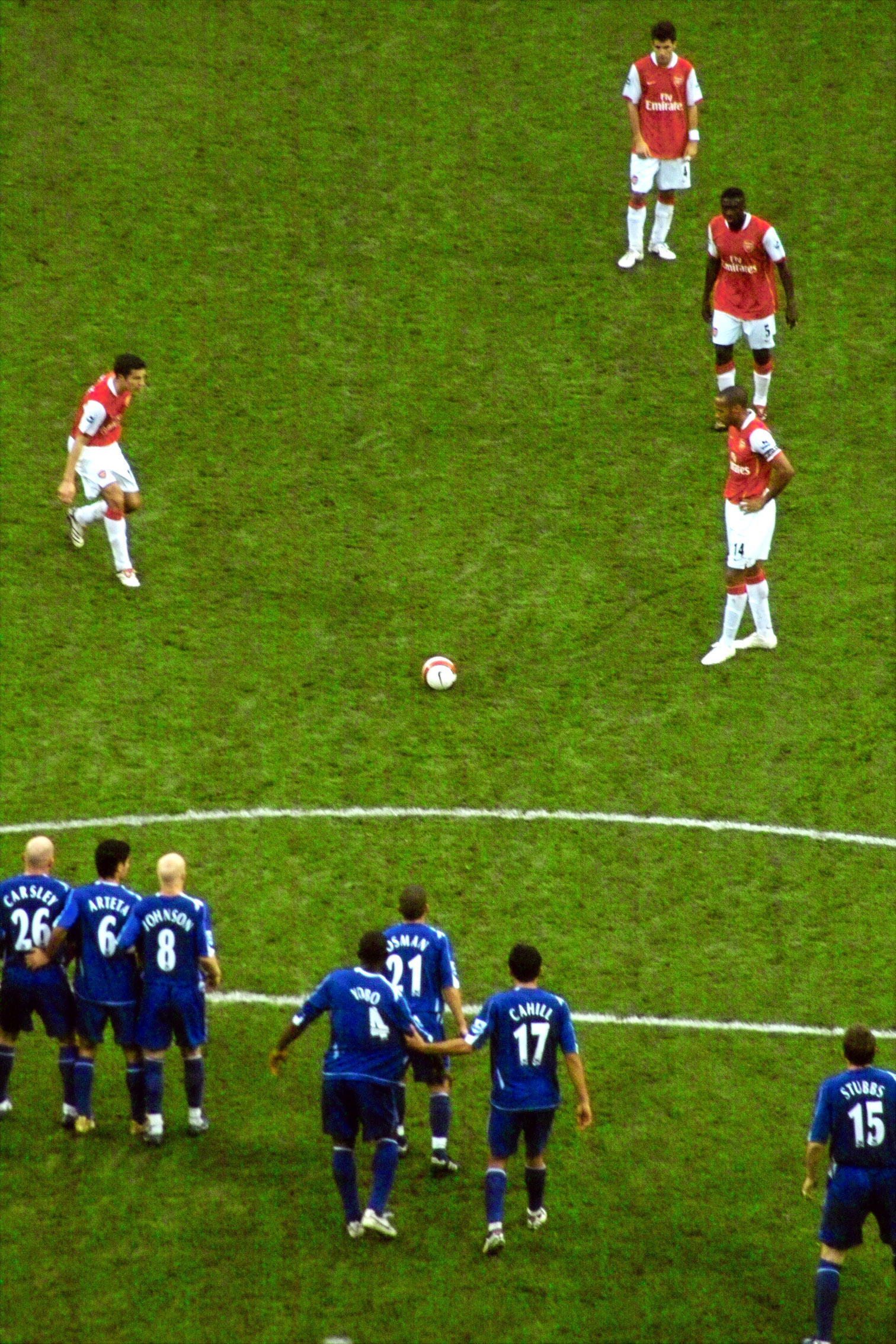
종종 여러 선수(빨간색)가 프리킥을 위해 앞에서 줄을 서서 수비팀(파란색)에게 시야를 가리게 한다.

### 신호
심판은 팔을 머리 위로 수직으로 들어 올려 간접 프리킥 신호를 보낸다. 직접 프리킥의 경우 팔을 수평으로 뻗어서 신호한다. 다양한 신호를 식별하는 주 방법은 간접 프리킥의 경우 심판이 손을 머리 위로 들고 간접 프리킥의 경우 "I"자를 만드는 것이다.

### 위치
프리킥은 다음과 같은 예외를 제외하고 파울이 발생한 지점에서 진행된다.
- 공격이 킥 팀의 골 지역 내에 있었다면 골 지역 내 어디에서나 프리킥을 할 수 있다.
- 공격 팀의 골 지역 내에서 공격에 대해 간접 프리킥이 주어지면 골라인과 평행한 골 지역 라인의 가장 가까운 지점에서 킥을 한다.
- 파울이 경기장 밖에서 발생한 경우, 프리킥은 파울이 발생한 지점에서 가장 가까운 경계선에서 실시된다.
- 특정 반칙(교체 선수가 주심에게 알리지 않고 경기를 시작함, 선수 또는 팀 임원이 주심의 허가 없이 경기를 방해하지 않고 경기장에 입장하는 경우)의 경우 경기가 중단되었을 때 공이 있던 곳에서 간접 프리킥으로 경기가 시작된다.

### 킥
공은 고정되어 있어야 하며 지면에 있어야 한다. 상대는 골포스트 사이의 자신의 골라인에 있지 않는 한 볼이 인 플레이될 때까지 볼에서 9.15 미터 (10 yd) 이상 떨어져 있어야 한다. 킥을 차는 팀의 페널티 에어리어 내에서 프리킥을 차는 경우 상대방은 페널티 에어리어 밖에 있어야 한다.
수비 팀이 3명 이상의 플레이어로 "벽"을 형성하는 경우 모든 공격 플레이어는 볼이 인 플레이될 때까지 벽에서 최소 1 미터 (1 yd) 이상 떨어져 있어야 한다.
공을 찬 후 움직이면 바로 인 플레이가 시작된다. 공을 반드시 차야 진행된다(골키퍼는 공을 집어들 수 없다). 상대를 혼란스럽게 하기 위해 프리킥을 차는 척하는 행동도 허용된다.
선수는 프리킥으로 인한 오프사이드 반칙에 대해 처벌을 받을 수도 있다.

### 프리킥에서 직접 득점
|             | 프리킥의 종류 |               |
| 직접        | 간접          |               |
| 상대팀 득점 | 점수          | 상대 골킥     |
| 팀 득점     | 코너킥 상대팀 | 코너킥 상대팀 |

상대 팀을 상대로 한 직접 프리킥에서 직접 골을 넣을 수 있다. 골은 간접 프리킥에서 직접 득점될 수 없으며 자책골은 프리킥에서 직접 득점될 수 없다. 간접 프리킥에서 공이 상대 팀의 골문으로 직접 들어가면 상대 팀에게 골킥이 부여된다. 공이 차는 팀의 자책골에 직접 들어가면 상대 팀에게 코너킥이 주어진다.
간접 프리킥이 주어졌을 때, 주심은 킥이 시행되고 볼이 다른 선수에게 닿거나, 아웃 오브 플레이가 되거나, 골을 직접 득점할 수 없다는 것이 명백해질 때까지 수직으로 들어 올린 팔을 유지해야 한다. 심판이 프리킥이 간접이라는 신호를 보내지 않고 공이 상대 팀의 골문으로 직접 들어가면 킥을 다시 해야 한다.

## 파울 및 처벌

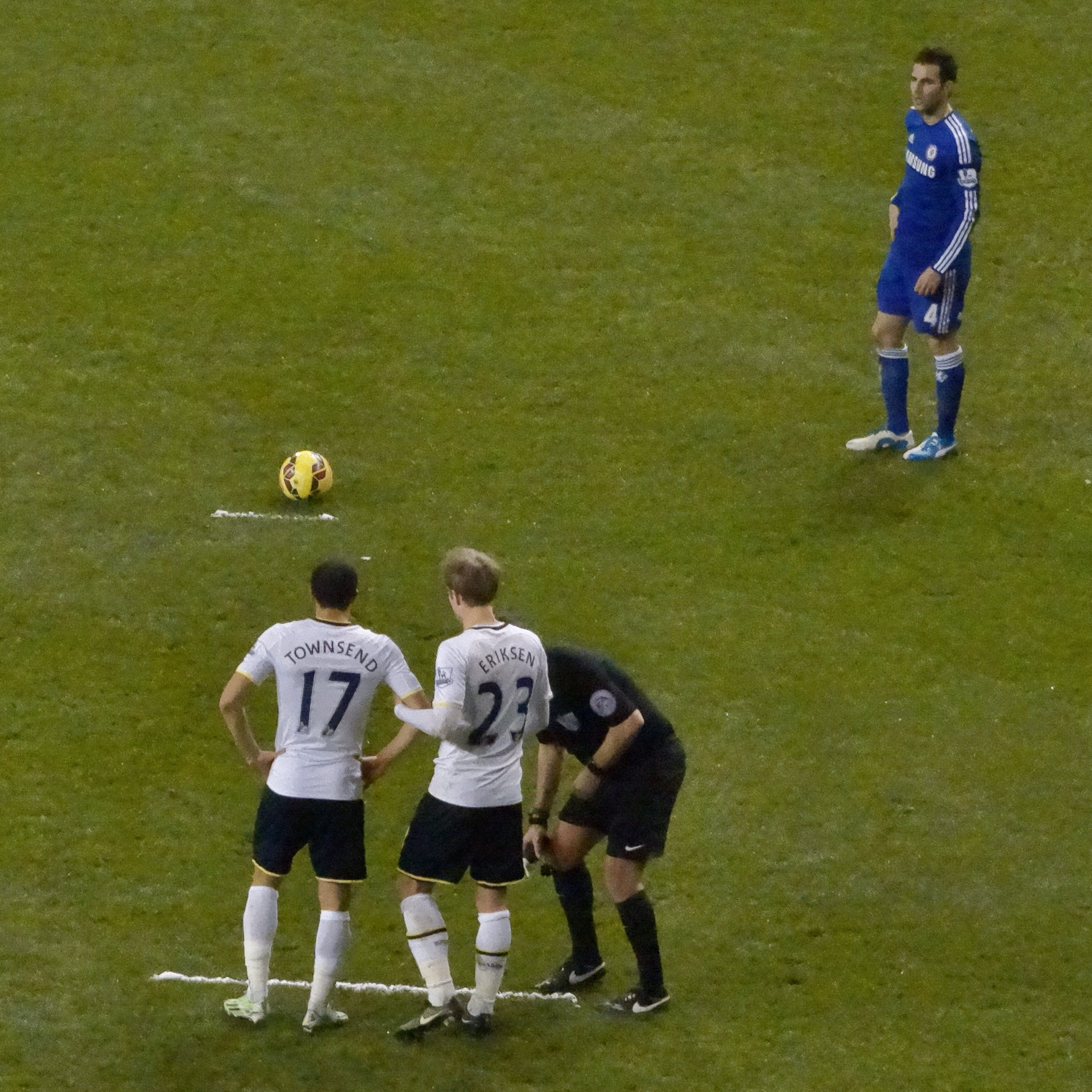
배니싱 스프레이는 최근 프리킥의 최소 거리를 표시하기 위해 사용되었다.

공이 움직이거나 잘못된 위치에 있으면 킥을 다시 해야 한다. 재시도를 강요하기 위해 잘못된 위치에서 프리킥을 차거나 플레이 재개를 과도하게 지연시키는 선수는 경고를 받는다.
상대로부터 거리가 9.15 미터 (10 yd) 미만인 경우 상대 팀이 필요한 거리로 가기 전에 킥을 하는 팀이 "빠른 프리킥"을 시도하지 않는 한 킥을 다시 해야 한다. 충분한 거리에 있지 않은 상대 상대도 경고(옐로우 카드)를 받을 수 있다.
키커가 공을 다른 선수에게 터치하기 전에 두 번 터치하게 되면 상대 팀에게 간접 프리킥이 주어진다. 단, 이 두 번째 터치가 핸드볼 반칙인 경우에는 직접 프리킥이나 페널티킥이 주어진다.
공격 플레이어가 3명 이상의 수비 선수로 구성된 "벽"  에서 1 미터 (1 yd) 이내에 서 있는 경우 상대 팀에게 간접 프리킥이 주어진다.

## 빠른 프리킥
팀은 "빠른" 프리킥을 선택할 수 있다. 즉, 상대방이 아직 9.15 미터 (10 yd) 최소 요구 거리 내에 있을 때 킥을 차는 것이다. 이것은 일반적으로 수비를 놀라게 하거나 상대의 열악한 위치를 이용하는 것과 같은 몇 가지 전술적인 이유로 진행된다. 심판은 빠른 프리킥을 허용할지 여부에 대한 전적인 재량권을 가지며 프리킥에 대한 다른 모든 규칙은 여전히 적용된다. 그러나 빠른 프리킥을 할 때 킥을 하는 팀은 9.15 미터 (10 yd) 이내의 상대 선수가 공을 가로챌 수도 있다는 리스크가 존재한다. 축구 관리 기구는 빠른 프리킥 관리에 대해 심판에게 추가 지침을 제공할 수 있다. 예를 들어, 미국 축구 연맹은 재개 전에 카드가 표시되는 경우, 트레이너가 부상당한 선수를 돌보기 위해 경기장에 입장해야 하는 경우, 킥 팀이 9.15 미터 (10 yd) 규칙, 또는 심판이 경기 속도를 늦춰야 하는 경우(예: 플레이어와 대화하기 위해)등이다.

## 득점 찬스

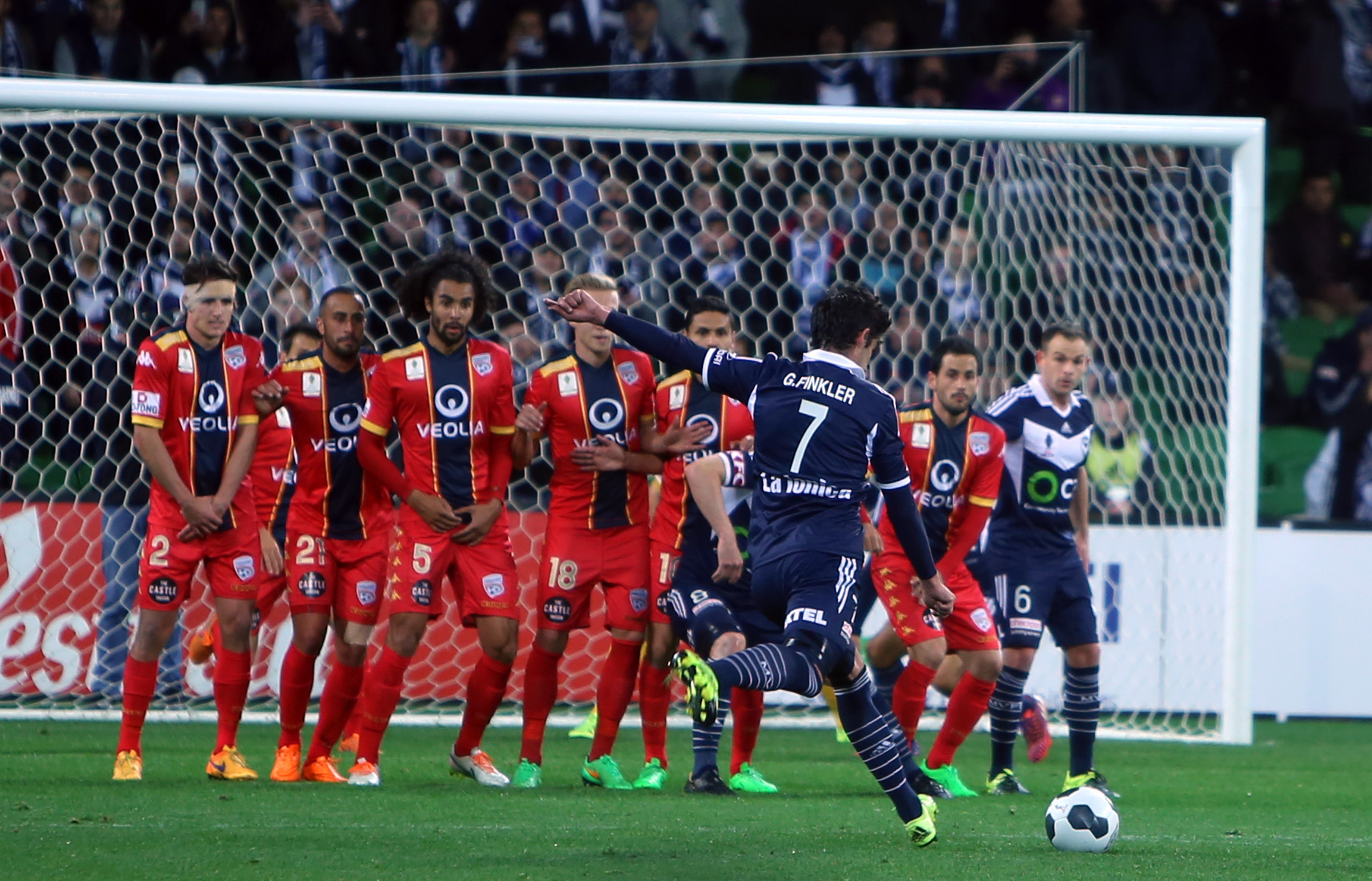
길헤르메 핑클러 (파란색, 7번) 맬버른 빅토리의 직접 프리킥으로 득점 시도

상대의 골 근처에서 주어진 직접 프리킥은 종종 킥 자체 또는 이어지는 세트피스 상황에서 득점 기회로 이어질 수 있다. 따라서 프리킥을 통한 플레이 전개는 팀 전략의 중요한 부분이며, 프리킥을 방어하는 것은 수비수에게 중요한 기술이다.

## 전략

수비팀(빨간색)이 플레이어의 "벽"으로 골대까지의 직접적인 경로를 막으려 한다.

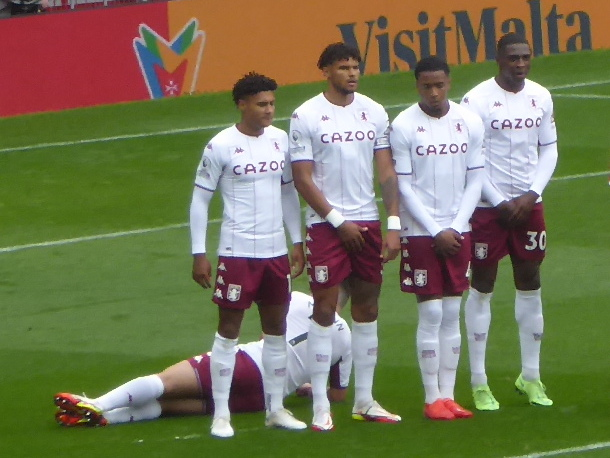
애스턴 빌라 선수들은 낮은 프리킥을 막기 위해 벽 뒤에 바닥에 누워있는 선수가 있다.

대부분의 팀에는 골대와의 거리와 프리킥을 차는 경기장의 측면에 따라 한두 명의 지정 프리킥 선수가 있다. 전략은 프리킥에서 직접 골을 넣거나 골 득점 기회로 이어지는 세트피스를 활용하는 방법이 있다.
킥 팀은 수비팀의 의도를 혼동하거나 속이기 위해 공 뒤에 한 명 이상의 선수를 배치하고, 공을 향해 달려가거나, 하면서 상대를 속일 수도 있다. 이것은 정규 규정에 위반 되지 않는 행위이다.
직접 프리킥으로 골대를 노리는 슛이 생길 가능성이 있는 경우, 종종 수비측은 슛에 대한 장벽으로 나란히 서있는 선수들의 "벽"을 세운다. 벽을 구성하는 플레이어의 수는 거리와 전략에 따라 다르다. 벽은 일반적으로 니어 사이드 포스트 영역을 가리기 위해 배치되는 반면, 파 사이드 포스트는 일반적으로 골키퍼의 일차적인 책임이비 때문에 골키퍼가 벽을 형성한 후 니어 사이드 포스트보다 파사이드 포스트 쪽으로 더 멀리 위치하는 경우가 많다.
2020년대부터 팀은 수비수가 위로 킥을 예상하여 점프할 때 프리킥 키커가 벽 아래에서 공을 차는 것을 방지하기 위해 종종 선수를 벽 뒤에 눕도록 했다. 벽 주위로 공을 휘게 할 수 있는 기술을 가진 키커는 뚜렷한 이점이 존재한다. 2000년부터 축구 최고 수준의 심판들은 배니싱 스프레이를 사용하여 벽에 필요한 최소 거리 9.15 미터 (10 yd) 에서 시행했다. 배니싱 스프레이가 없는 심판은 구두 및 손짓으로 최소 거리를 표시하는 방법도 있다. 2019년에는 공격 선수가 볼이 인 플레이될 때까지 수비 "벽"에서 최소 1 미터 (1 yd) 거리를 유지하도록 규정 13이 변경되었다.

## 프리킥이 부여되는 경우
다음은 2019 경기 규칙에서 프리킥으로 처벌할 수 있는 반칙들이다. 프리킥은 볼이 인 플레이 중이거나 플레이가 재개되었을 때 범한 반칙에 대해서만 주어질 수 있다. 다른 상황에서 반칙을 범한 경우 반칙을 범한 플레이어는 징계 조치를 받을 수 있지만 반칙이 없었을 때와 동일한 방식으로 플레이가 다시 시작된다.

### 직접 프리킥 / 페널티킥
- 핸드볼 (페널티 에어리어 내 골키퍼 제외)[9]
- 부주의하거나 무모하거나 과도한 힘을 사용하는 방식으로 상대 선수에게 다음과 같은 행위를 범하는 경우:[9]
  - 비난 및 욕설
  - 상대를 이용한 점프 동작
  - 발차기 또는 시도
  - 누르기
  - 때리거나 때리려는 시도(박치기 포함)
  - 태클 또는 무모한 도전
  - 트립 또는 트립 시도
- 상대를 끌어 안는 행위[10]
- 물리적 접촉으로 상대를 방해하는 행위[10]
- 사람을 향해 물거나 침을 뱉는 행위[10]
- 공, 상대 선수 또는 심판에게 물체를 던지거나, 들고 있는 물체로 공을 건드는 행위[10]
- 볼이 인 플레이되는 동안 경기장 내에서 팀 동료, 교체 선수, 교체 선수 또는 퇴장 선수, 팀 임원 또는 경기 임원에 대한 모든 신체적 위반 행위[11]
- 경기장에 재입장하기 위해 주심의 허가가 필요한 선수, 교체 선수, 교체 선수, 퇴장 선수 또는 팀 임원이 다음 행위 중 하나의 경우:
  - 주심의 허락 없이 경기장에 들어가 경기를 방해한 경우[12]
  - 그 사람의 팀이 골을 넣는 동안 심판의 허가 없이 경기장에 있는 경우(골은 허용되지 않음)[13]
  - 경기, 상대 선수 또는 심판에게 방해가 되는 물체를 경기장으로 던지거나 발로 차는 경우.[14]

### 간접 프리킥
- 오프사이드[15]
- 페널티 지역 내에서 골키퍼의 파울[16]
- 골키퍼가 손에서 공을 놓는 것을 막기[16]
- 골키퍼가 공을 놓는 과정에서 공을 차는 것(또는 차려고 시도하는 것)[16]
- 위험한 방식으로 플레이하는 것(더 심각한 범죄를 저지르지 않고)[16]
- 아무런 접촉도 없이 상대방의 진행을 방해하는 행위[16]
- 항의[16]
- 불쾌하거나 모욕적이거나 모욕적인 언어 및 몸짓[16]
- 기타 언어 위반[16]
- 이미 심각한 파울 플레이, 폭력적인 행위 또는 두 번째 경고 이후 해당 플레이어가 상대 선수에게 무리하게 도전하거나 방해하는 경우(더 심각한 반칙이 발생하지 않는 한)[17]
- 경기장 밖에서 한 선수가 자기 팀의 선수, 교체 선수, 교체 선수 또는 팀 임원에 대해 저지른 반칙[11]
- 킥오프, 프리킥, 페널티킥, 스로인, 골킥 또는 코너킥을 하는 선수가 다른 선수가 볼을 터치하기 전에 두 번 볼을 터치한 경우(두 번째 터치가 직접 프리킥/페널티킥으로 처벌할 수 있는 핸드볼 반칙인 경우 제외)[18]
- 프리킥을 찰 때, 공격하는 선수는 3명 이상의 수비 플레이어가 형성한 "벽"에서 1 미터 (1 yd) 미만의 거리를 지키지 않을 때.[19]
- 페널티 킥을 뒤로 차기[20]
- 페널티 킥을 차는 키커가 준비가 되어 있어도 신호를 보내지 않을 때[21]
- 확인된 선수가 아닌 동료가 페널티 킥을 찬 경우[20]
- 페널티킥에서 키커와 골키퍼가 동시에 반칙을 범한 뒤 킥이 득점된 경우(골은 무효 처리되고 간접 프리킥은 수비팀에게 부여됨)[21]
- 페널티 킥에서 공격하는 선수가 규정 외의 방식으로 공을 차서 공이 골대에 들어가지 않을 때[20]
- 드로인을 할 때 상대방이 드로인을 부당하게 산만하게 하거나 방해하거나 드로인을 하려는 장소에서 2m 이내의 거리에 있어 드로인을 한 후 경기를 중단하는 경우[22]
- 경기장에 재입장하기 위해 심판의 허가가 필요한 선수가 심판의 허가 없이 재입장하였으나 경기를 방해하지 아니하고 심판이 이를 처리하기 위하여 경기를 중단하기로 결정한 경우[12]
- 플레이어를 경고하거나 퇴장시키기 위해 플레이를 중단한 기타 위반[16]